# Beledweyne
Beledweyne ou Beled Weyn (somali:  Beletweeyne, em árabe: بلد وين) é uma cidade da Somália, capital da região de Hiiraan. A cidade está localizada no vale central do rio Shebelle, próxima da fronteira com a Etiópia e, aproximadamente, 332 km ao norte de Mogadíscio. Estima-se uma população em torno de 947.000 habitantes em 2007.
A cidade consiste de 4 distritos principais chamados: Oktoobar (Buundoweyn), Howlwadaag, Kooshin e Xaawotaako. O rio Shabelle divide a cidade em leste e oeste.
- Latitude: 04° 44' 9,5" Norte
- Longitude: 45° 12' 14,3" Leste
- Altitude: 180 metros